# 김천군 갑
김천군 갑은 대한민국의 옛 국회의원 선거구이다. 당시 경상북도 김천군의 일부 지역을 관할했다.

## 역사
제헌 국회의원 선거를 앞두고 김천군의 일부 지역을 관할하는 선거구로 신설되었다. 신설 당시 김천군 김천읍, 농소면, 남일면, 아포면, 개령면, 감문면을 관할했다.
1949년 8월 14일, 김천군 김천읍이 김천부로 승격되었으며 이내 김천부는 김천시로 개칭되었다. 또한 김천군 잔여 지역은 금릉군으로 명칭이 변경되었다. 이에 제2대 국회의원 선거를 앞두고 김천시 선거구와 금릉군 선거구로 관할 구역이 나누어 편입됨에 따라 폐지되었다.

## 역대 국회의원
| 선거 | 선거 | 의원   | 정당   |
| ---- | ---- | ------ | ------ |
|      | 1948 | 권태희 | 무소속 |

## 역대 선거 결과

### 대한민국 제헌 국회의원 선거
|  | 40.94% |

|  | 30.82% |

|  | 13.76% |

|  | 11.02% |

|  | 3.43% |

|  | 0% |